# 拉科什·沙尔马

拉科什·沙尔马

拉科什·沙尔马（英語：Rakesh Sharma，1949年1月13日—）是印度第一位太空人，曾乘坐苏联“联盟T11”号宇宙飞船进入“礼炮7号”太空站，并停留7天。